# Paranaíba
Paranaíba là một đô thị thuộc bang Mato Grosso do Sul, Brasil. Đô thị này có diện tích 5402,778 km², dân số năm 2007 là 38692 người, mật độ 7,16 người/km².